# La bambola assassina (franchise)

Logo del film reboot

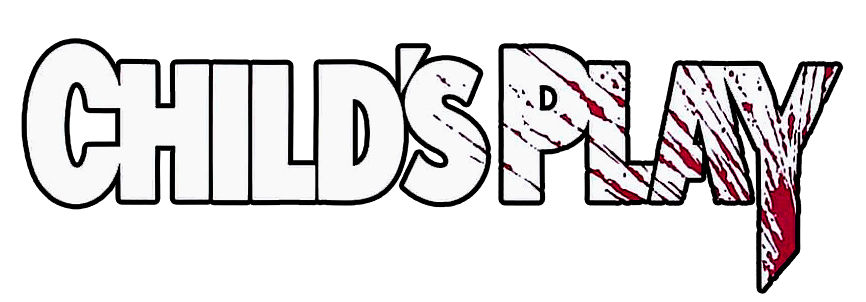
Logo della serie (nei primi tre film originali)

Secondo logo della serie (nel quarto, quinto, sesto e settimo film e nella serie TV)

La bambola assassina (in inglese Child's Play) è un media franchise horror slasher statunitense creato da Don Mancini. I film si concentrano principalmente su Chucky (doppiato da Brad Dourif nei film e nella serie televisiva originali, e da Mark Hamill nel reboot), un famigerato serial killer che spesso sfugge alla morte eseguendo un rituale voodoo per trasferire la sua anima in un bambolotto "Tipo Bello". Il film originale, La bambola assassina, è uscito nei cinema il 9 novembre 1988. Il film ha generato sei sequel, una serie televisiva, un remake, fumetti, un videogioco e merchandise tie-in. Il primo, il secondo e il quarto film sono stati successi al botteghino con tutti i film che hanno guadagnato oltre 182 milioni di dollari in tutto il mondo. Compresi i ricavi delle vendite di video, DVD, VOD e merchandising, il franchise ha generato oltre 250 milioni di dollari. Ha anche vinto un Saturn Award per il miglior franchise horror.
La serie di film originariamente è iniziata come un vero horror con il primo capitolo La bambola assassina, che sembra avere più elementi horror psicologici, mentre i due capitoli successivi sono semplici film slasher con elementi di umorismo nero. Con il progredire dei film, sono diventati satirici e campy, fino a quando la serie è diventata brevemente una commedia horror, con La sposa di Chucky del 1998 e Il figlio di Chucky del 2004. Nel 2013, la serie è tornata con il titolo La maledizione di Chucky che è stato editato direct-to-video. A differenza del 4º e del 5º film, La maledizione di Chucky è un film horror a tutti gli effetti molto simile ai tre film originali, ma mantiene in piccola misura l'umorismo nero campale. Il settimo capitolo della serie, intitolato Il culto di Chucky, è stato rilasciato il 3 ottobre 2017. La serie televisiva intitolata Chucky è andata in onda il 12 ottobre 2021, su Syfy e USA network.
Sono stati realizzati diversi cortometraggi con il personaggio di Chucky: nell'uscita in DVD de Il figlio di Chucky, è stato incluso un cortometraggio intitolato Chucky's Vacation Slides, ambientato dopo le riprese del film, e una serie di cortometraggi che inseriscono Chucky negli eventi di altri film horror intitolata Chucky Invades è stata rilasciata nel periodo precedente l'uscita di La maledizione di Chucky. In televisione, Chucky è apparso in spot pubblicitari e anche al Saturday Night Live, con un doppiatore diverso che ha doppiato il personaggio. Chucky è apparso in un segmento pre-registrato durante un episodio dell'ottobre 1998 del programma Monday Nitro della World Championship Wrestling come un heel, provocando il wrestler Rick Steiner che era un face all'epoca e promuovendo La sposa di Chucky. In seguito è apparso sul programma NXT della WWE per l'episodio speciale "Halloween Havoc" nel mese di ottobre 2021, in cui Chucky faceva da ospite per annunciare alcune dei match. Questa apparizione era per promuovere la serie TV Chucky.

## Film
| Film                                       | Data di uscita negli Stati Uniti | Regista         | Sceneggiatore                      | Produttore                          | Distribuito da                          |
| Serie originale                            | Serie originale                  | Serie originale | Serie originale                    | Serie originale                     | Serie originale                         |
| ------------------------------------------ | -------------------------------- | --------------- | ---------------------------------- | ----------------------------------- | --------------------------------------- |
| La bambola assassina (Child's Play)        | 9 novembre 1988                  | Tom Holland     | Don Mancini John Lafia Tom Holland | David Kirschner                     | Metro-Goldwyn-Mayer United Artists      |
| La bambola assassina 2 (Child's Play 2)    | 9 novembre 1990                  | John Lafia      | Don Mancini                        | David Kirschner                     | Universal Pictures                      |
| La bambola assassina 3 (Child's Play 3)    | 30 agosto 1991                   | Jack Bender     | Don Mancini                        | Robert Latham Brown                 | Universal Pictures                      |
| La sposa di Chucky (Bride of Chucky)       | 16 ottobre 1998                  | Ronny Yu        | Don Mancini                        | David Kirschner Grace Gilroy        | Universal Pictures                      |
| Il figlio di Chucky (Seed of Chucky)       | 12 novembre 2004                 | Don Mancini     | Don Mancini                        | David Kirschner Corey Sienega       | Rogue Pictures/Relativity Media         |
| La maledizione di Chucky (Curse of Chucky) | 24 settembre 2013                | Don Mancini     | Don Mancini                        | David Kirschner                     | Universal Pictures                      |
| Il culto di Chucky (Cult of Chucky)        | 3 ottobre 2017                   | Don Mancini     | Don Mancini                        | David Kirschner Ogden Gavanski      | Universal Pictures                      |
| Reboot                                     |                                  |                 |                                    |                                     |                                         |
| La bambola assassina (Child's Play)        | 21 giugno 2019                   | Lars Klevberg   | Tyler Burton Smith                 | David Katzenberg Seth Grahame-Smith | United Artists Releasing Orion Pictures |

### La bambola assassina(1988)
Diretto da Tom Holland da una storia di Holland, John Lafia e Don Mancini, La bambola assassina è uscito il 9 novembre 1988. È stato il primo film della serie e l'unico film (senza contare il reboot del 2019) ad essere distribuito dalla Metro-Goldwyn-Mayer/United Artists prima che il franchise fosse venduto alla Universal Pictures. Il film è interpretato da Catherine Hicks, Chris Sarandon, Brad Dourif ed Alex Vincent nella sua prima performance cinematografica.
Ucciso dal detective Mike Norris, il morente serial killer Charles Lee Ray, soprannominato Chucky usa il voodoo per riversare la propria anima all'interno di un bambolotto Tipo Bello, che Karen Barclay acquista per il suo giovane figlio, Andy. Quando Chucky uccide la baby sitter di Andy, il ragazzo si rende conto che il bambolotto è vivo e cerca di avvertire le persone, ma creduto pazzo viene rinchiuso in un ospedale psichiatrico infantile. Karen deve quindi convincere il detective delle intenzioni del bambolotto assassino, prima che Andy diventi la prossima vittima di Chucky.

### La bambola assassina 2(1990)
Diretto da John Lafia, da un racconto di Don Mancini, ed uscito il 9 novembre 1990, La bambola assassina 2 è il secondo film della serie ed il primo film prodotto dalla Universal Pictures. Il film vede Alex Vincent e Brad Dourif riprendere i rispettivi ruoli di Andy Barclay e della voce di Chucky, mentre Christine Elise interpreta la sorella adottiva di Andy, Kyle.
Quasi due anni dopo che il serial killer Charles Lee Ray, ovvero Chucky ha riversato la propria anima nel bambolotto Tipo Bello, un'azienda di giocattoli tenta di restaurare il bambolotto, riportando in vita Chucky nel processo. Il bambolotto posseduto, intento a rivendicare un corpo umano, si fa strada verso l'ex proprietario Andy, che ora vive in una casa affidataria. La sorella adottiva di Andy, Kyle, cerca di proteggerlo, ma i suoi genitori affidatari credono che Andy sia solo un bambino problematico e il percorso omicida di Chucky continua.

### La bambola assassina 3(1991)
Diretto da Jack Bender da una storia di Don Mancini ed uscito il 30 agosto 1991, La bambola assassina 3 è il terzo ed ultimo film della serie ad essere intitolato La bambola assassina (nella versione originale è l'ultimo ad essere intitolato Child's Play), poiché tutti i capitoli futuri avrebbero in seguito utilizzato il titolo Chucky. Il film ha visto Justin Whalin (che sostituisce Alex Vincent) nei panni di Andy Barclay, mentre Perrey Reeves e Jeremy Sylvers interpretano i nuovi personaggi Kristin De Silva e Ronald Tyler. Brad Dourif ha ripreso il ruolo della voce di Chucky, diventando l'unico attore ad apparire in tutti i film.
Sono passati otto anni da quando Chucky, il bambolotto con l'anima e la voce di un killer psicopatico, è stato apparentemente distrutto nella fabbrica di Tipo Bello. Durante il restauro della fabbrica Chucky viene resuscito, che insegue Andy, il suo ex proprietario, che ora frequenta una scuola militare. Chucky si fa strada attraverso una serie di omicidi grotteschi mentre Andy cerca di fermare il bambolotto omicida e lo spirito al suo interno.

### La sposa di Chucky(1998)
Diretto da Ronny Yu da un racconto di Don Mancini ed uscito il 16 ottobre 1998, La sposa di Chucky è il quarto film della serie e il primo film ad essere intitolato Chucky. Il film vede ancora una volta Brad Dourif riprendere il ruolo di Chucky, mentre Jennifer Tilly, Nick Stabile e Katherine Heigl interpretano nuovi personaggi mai apparsi prima. A differenza dei primi tre film, questo film si concentra quasi interamente sulle bambole titolari.
Dopo essere stato fatto a pezzi nel film precedente, il bambolotto assassino Chucky viene resuscitato da Tiffany, la sua ex fidanzata. A seguito di una discussione, Chucky uccide Tiffany, trasferendo la sua anima in una bambola vestita da sposa. Per trovare l'amuleto magico che può potenziare portando le loro anime in corpi umani, Chucky e Tiffany fanno in modo di essere portati nel New Jersey da Jesse e Jade, una coppia di adolescenti che non sanno che le due bambole sono vive e pericolose.

### Il figlio di Chucky(2004)
Diretto e scritto da Don Mancini e distribuito l'11 novembre 2004, Il figlio di Chucky è il quinto capitolo della serie e il secondo film a non essere distribuito dalla Universal Pictures. Il film è interpretato da Brad Dourif, che riprende il suo ruolo di Chucky, Jennifer Tilly, che riprende il suo ruolo di Tiffany Valentine, mentre interpreta anche una versione immaginaria di se stessa, e Billy Boyd nei panni del loro bambino, Glen / Glenda.
Il figlio di Chucky e Tiffany viene usato come un pupazzo da ventriloquo. Quando l'orfano chiamato con un brutto nome: Faccia di Merda, sente che si sta girando un film sui suoi genitori, e va a Hollywood e li resuscita nel tentativo di conoscerli meglio, che poi gli danno il nome di Glen / Glenda. Il loro figlio viene inorridito quando i suoi genitori si imbarcano in una nuova follia omicida, e Chucky è ugualmente inorridito dal fatto che suo figlio non abbia gusto per il male.

### La maledizione di Chucky(2013)
Diretto e scritto da Don Mancini e distribuito l'8 ottobre 2013, La maledizione di Chucky è il sesto film della serie ed il primo episodio rilasciato direct-to-video. Il protagonista è Brad Dourif, che riprende il ruolo dei film precedenti, mentre sua figlia, Fiona Dourif, interpreta il nuovo personaggio di Nica Pierce.
In cerca di vendetta, Chucky, il bambolotto assassino, si infiltra e terrorizza la famiglia di una donna sulla sedia a rotelle.

### Il culto di Chucky(2017)
Diretto e scritto da Don Mancini e distribuito il 3 ottobre 2017 Il culto di Chucky è il settimo capitolo e il secondo film direct-to-video della serie. È interpretato da Brad Dourif, Jennifer Tilly, Alex Vincent e Fiona Dourif, che riprendono tutti i ruoli dei film precedenti della serie.
Chucky torna a terrorizzare la sua vittima umana, Nica, che è confinata in un manicomio per pazzi criminali. Nel frattempo, il bambolotto assassino ha dei conti da regolare con i suoi vecchi nemici, con l'aiuto della sua ex moglie.

### La bambola assassina(2019)
Diretto da Lars Klevberg, La bambola assassina è l'ottavo capitolo della serie e un reboot del franchise. È interpretato da Aubrey Plaza, Gabriel Bateman e Mark Hamill che interpretano nuove versioni dei personaggi del film originale. In questo film Chucky non è un bambolotto posseduto da un serial killer, ma un bambolotto Buddi alimentato dall'intelligenza artificiale. È anche l'unico film della serie a non essere interpretato da Brad Dourif nel ruolo della voce di Chucky.
Dopo essersi trasferito in una nuova città, l'adolescente Andy Barclay riceve un regalo speciale da sua madre: un bambolotto Buddi apparentemente innocente che diventa il suo migliore amico. Quando il bambolotto improvvisamente prende vita propria, Andy si unisce agli altri ragazzi del vicinato per impedire al giocattolo sinistro di provocare il caos.

### Futuro
Nell'ottobre 2017, Don Mancini dichiarò la sua intenzione di far tornare Glen e Glenda de Il figlio di Chucky in un futuro film e ha riconosciuto che la maggior parte dei riferimenti a quel personaggio erano stati tagliati da Il culto di Chucky. Nel febbraio 2018 è stata annunciata una serie televisiva, da intendersi come una continuazione dell'arco narrativo del film. Mancini ha anche affermato che dopo lo show televisivo, i lungometraggi continueranno a essere sviluppati in futuro.
In un'intervista con Bloody Disgusting Mancini ha discusso del potenziale di un film della serie ambientato su un treno, oltre a rivelare i piani per un film crossover con il franchise di Nightmare, provvisoriamente indicato Child's Play on Elm Street.
Nel luglio 2021, durante un'intervista con Entertainment Weekly, mentre promuoveva la serie TV Chucky, Don Mancini ha confermato che Chucky tornerà davvero per futuri capitoli cinematografici.

## Corti non canonici
| Titoli                   | Data di uscita | Regista     | Sceneggiatore | Produttore      |                 |
| ------------------------ | -------------- | ----------- | ------------- | --------------- | --------------- |
| Chucky's Vacation Slides | 2005           | Don Mancini | Don Mancini   | David Kirschner | David Kirschner |
| Chucky Invades           | 2013           | Don Mancini | Don Mancini   | David Kirschner | David Kirschner |

### Chucky's Vacation Slides(2005)
Sul DVD e sul Blu-ray di Il figlio di Chucky del 2005, venne incluso nei contenuti speciali un cortometraggio intitolato Chucky's Vacation Slides. Il corto, ambientato dopo le riprese de Il figlio di Chucky, segue le star del cinema Chucky, Tiffany e Glen dopo essere tornati da una vacanza in famiglia. Mentre sfoglia le fotografie della loro vacanza su un proiettore per diapositive, Tiffany nota vari cadaveri sullo sfondo di alcune fotografie, rendendosi conto che Chucky ha ucciso di nuovo delle persone. Tiffany se ne va, con un Glen sconvolto e nauseato, mentre Chucky continua a guardare le fotografie. Dopo che un fattorino è arrivato con una pizza, Chucky lo conduce nel suo garage e lo uccide fuori dallo schermo. Brad Dourif, Jennifer Tilly e Billy Boyd riprendono tutti i loro ruoli dai film originali.

### Chucky Invades(2013)
In vista dell'uscita del DVD di La maledizione di Chucky nel 2013, è stata rilasciata una serie di cortometraggi. Le clip mostravano Chucky che interrompeva gli eventi di molti altri film horror. Brad Dourif ed Edan Gross hanno ripreso i loro ruoli rispettivamente di Chucky e di Good Guys Doll.
- La prima clip, Chucky invades Psycho, vede Chucky che usa una scala a pioli per uccidere Marion Crane sotto la doccia; viene poi scoperto da Norman Bates. Janet Leigh ed Anthony Perkins compaiono in filmati d'archivio.[10]
- La seconda clip, Chucky invades The Purge, vede Chucky che invade la casa della famiglia Sandin. Ethan Hawke, Lena Headey, Adelaide Kane e Max Burkholder appaiono in filmati d'archivio. Il film è progettato sotto forma di trailer di un film.[11]
- La terza clip, Chucky invades Mama, segue Chucky mentre si nasconde sotto il letto di Victoria Desange prima di attaccarla. Jessica Chastain e Isabelle Nélisse compaiono in filmati d'archivio.
- La quarta clip, Chucky invades Drag Me to Hell, segue Chucky che attacca Christine Brown nella sua auto. Alison Lohman appare in filmati d'archivio.

## Televisione
| Serie  | Stagione | Episodi | Inizio trasmissione | Fine trasmissione | Showrunner  | Rete/i             |
| ------ | -------- | ------- | ------------------- | ----------------- | ----------- | ------------------ |
| Chucky | 1        | 8       | 12 ottobre 2021     | 30 novembre 2021  | Don Mancini | Syfy e USA Network |
| Chucky | 2        | 8       | 5 ottobre 2022      | 23 novembre 2022  | Don Mancini | Syfy e USA Network |
| Chucky | 3        | 8       | 4 ottobre 2023      | 1º maggio 2024    | Don Mancini | Syfy e USA Network |

### Chucky
Nel febbraio 2018 è stata annunciata una serie televisiva in sviluppo con il coinvolgimento del creatore del franchise Don Mancini e del produttore David Kirschner. Lo show avrebbe condiviso la continuity con la serie di film originale e sarebbe stato una continuazione di quella storia. Mancini ha affermato che oltre alle serie tv, i lungometraggi continueranno a essere sviluppati. Nel giugno dello stesso anno, è stato confermato che Brad Dourif sarebbe tornato a prestare la voce a Charles Lee "Chucky" Ray in una serie televisiva in otto episodi.
Nel gennaio 2019, Syfy Wire ha annunciato che la serie sarebbe andata in onda su Syfy con Mancini come sceneggiatore e produttore esecutivo della serie insieme a David Kirschner e Nick Antosca. Antosca ha rivelato che l'attuale titolo provvisorio della serie è Chucky. Mancini ha annunciato che la serie uscirà nel 2020.
Un anno dopo il suo annuncio, Syfy ha dato il via libera allo spettacolo straight-to-serie con Mancini impostato per dirigere il primo episodio del quale ha anche scritto la sceneggiatura. Le riprese sono iniziate il 22 marzo e si sono concluse l'11 agosto 2021. Il 17 luglio 2020 è stato rilasciato il primo teaser relativo alla serie televisiva.
Il 5 marzo 2021, è stato confermato che Jennifer Tilly avrebbe ripreso il ruolo di Tiffany nella serie. Sono stati anche annunciati i nomi di altri membri del cast, tra cui Zackary Arthur, Teo Briones, Alyvia Alyn Lind, Björgvin Arnarson e Devon Sawa, con brevi descrizioni dei loro personaggi rilasciate insieme ai loro nomi, ad eccezione di Sawa, il cui ruolo ricorrente nella serie non venne ancora divulgato. Il 23 marzo, tramite Bloody Disgusting, Fiona Dourif venne confermata come membro del cast della serie. 

## Cast e crew

### Cast principale
Nota: Questa tabella presenta solo i personaggi che appaiono in più di un film o che facevano parte del cast principale della serie televisiva. Inoltre, il reboot del 2019 non è incluso.
| Personaggi                         | Serie di film        | Serie di film          | Serie di film          | Serie di film         | Serie di film                                                    | Serie di film               | Serie di film                           | Serie televisiva                                             | Serie televisiva                                                                                        | Serie televisiva                                               |
| Personaggi                         | La bambola assassina | La bambola assassina 2 | La bambola assassina 3 | La sposa di Chucky    | Il figlio di Chucky                                              | La maledizione di Chucky    | Il culto di Chucky                      | Chucky                                                       | Chucky                                                                                                  | Chucky                                                         |
| Personaggi                         | La bambola assassina | La bambola assassina 2 | La bambola assassina 3 | La sposa di Chucky    | Il figlio di Chucky                                              | La maledizione di Chucky    | Il culto di Chucky                      | Stagione 1                                                   | Stagione 2                                                                                              | Stagione 3                                                     |
| Personaggi                         | 1988                 | 1990                   | 1991                   | 1998                  | 2004                                                             | 2013                        | 2017                                    | 2021                                                         | 2022 | 2023-2024                                                      |
| ---------------------------------- | -------------------- | ---------------------- | ---------------------- | --------------------- | ---------------------------------------------------------------- | --------------------------- | --------------------------------------- | ------------------------------------------------------------ | --- | -------------------------------------------------------------- |
| Charles Lee Ray / Chucky           | Brad Dourif          | Brad Dourif            | Brad Dourif            | Brad Dourif           | Brad Dourif                                                      | Brad Dourif                 | Brad Dourif Fiona Dourif (voce)         | Brad Dourif David Kohlsmith Tyler Barish Fiona Dourif (voce) | Brad Dourif David Kohlsmith Tyler Barish Fiona Dourif (voce) Devon Sawa (voce) Rosemary Dunsmore (voce) | Brad Dourif David Kohlsmith Tyler Barish Zackary Arthur (voce) |
| Andy Barclay                       | Alex Vincent         | Alex Vincent           | Justin Whalin          | —                     | —                                                                | —                           | Alex Vincent                            | Alex Vincent                                                 | Alex Vincent                                                                                            | Alex Vincent (sogno)                                           |
| Karen Barclay                      | Catherine Hicks      | —                      | —                      | —                     | —                                                                | —                           | —                                       | —                                                            | — | —                                                              |
| Mike Norris                        | Chris Sarandon       | —                      | —                      | —                     | —                                                                | —                           | —                                       | —                                                            | — | —                                                              |
| Kyle                               | —                    | Christine Elise        | —                      | —                     | —                                                                | —                           | Christine Elise (cameo)                 | Christine Elise                                              | Christine Elise                                                                                         | —                                                              |
| Kristen De Silvia                  | —                    | —                      | Perrey Reeves          | —                     | —                                                                | —                           | —                                       | —                                                            | — | —                                                              |
| Ronald Tyler                       | —                    | —                      | Jeremy Sylvers         | —                     | —                                                                | —                           | —                                       | —                                                            | — | —                                                              |
| Tiffany Valentine / Jennifer Tilly | —                    | —                      | —                      | Jennifer Tilly        | Jennifer Tilly                                                   | Jennifer Tilly (cameo)      | Jennifer Tilly                          | Jennifer Tilly Blaise Crocker                                | Jennifer Tilly                                                                                          | Jennifer Tilly                                                 |
| Jesse Miller                       | —                    | —                      | —                      | Nick Stabile          | —                                                                | —                           | —                                       | —                                                            | — | —                                                              |
| Jade Kincaid                       | —                    | —                      | —                      | Katherine Heigl       | —                                                                | —                           | —                                       | —                                                            | — | —                                                              |
| Glen / Glenda / GG                 | —                    | —                      | —                      | (Animatronic) (cameo) | Billy Boyd Beans El-Balawi Kristina Hewitt 2 neonati sconosciuti | —                           | —                                       | —                                                            | Lachlan Watson Billy Boyd                                                                               | —                                                              |
| Jennifer Tilly                     | —                    | —                      | —                      | —                     | Sé stessa Appare posseduta da Tiffany                            | Appare posseduta da Tiffany | Appare posseduta da Tiffany             | Appare posseduta da Tiffany                                  | Sé stessa Appare posseduta da Tiffany                                                                   | Appare posseduta da Tiffany                                    |
| Nica Pierce / Chucky               | —                    | —                      | —                      | —                     | —                                                                | Fiona Dourif                | Fiona Dourif Appare posseduta da Chucky | Fiona Dourif Appare posseduta da Chucky                      | Fiona Dourif Appare posseduta da Chucky                                                                 | Fiona Dourif                                                   |
| Alice Pierce / Chucky              | —                    | —                      | —                      | —                     | —                                                                | Summer Howell               | Summer Howell (sogno)                   | —                                                            | — | —                                                              |
| Jake Wheeler / Chucky              | —                    | —                      | —                      | —                     | —                                                                | —                           | —                                       | Zackary Arthur                                               | Zackary Arthur                                                                                          | Zackary Arthur Appare posseduto da Chucky                      |
| Devon Evans                        | —                    | —                      | —                      | —                     | —                                                                | —                           | —                                       | Björgvin Arnarson                                            | Björgvin Arnarson                                                                                       | Björgvin Arnarson                                              |
| Lexy Cross                         | —                    | —                      | —                      | —                     | —                                                                | —                           | —                                       | Alyvia Alyn Lind                                             | Alyvia Alyn Lind                                                                                        | Alyvia Alyn Lind                                               |
| Caroline Cross                     | —                    | —                      | —                      | —                     | —                                                                | —                           | —                                       | Carina Battrick                                              | Carina Battrick                                                                                         | Carina Battrick                                                |

1:  Chucky è stato interpretato da Fiona Dourif mentre possedeva Nica in Il culto di Chucky e nella prima e seconda stagione di Chucky. Anche Devon Sawa, Rosemary Dunsmore e Zackary Arthur hanno interpretato Chucky, mentre possedevano i loro personaggi. Mentre David Kohlsmith, Tyler Barishin interpretano versioni più giovani del personaggio in Chucky.
2:  Glen è interpretato da Beans El-Balawi mentre possiede il figlio di Jennifer Tilly in Il figlio di Chucky e Glenda è stata interpretata da Kristina Hewitt mentre possedeva la figlia di Jennifer Tilly in Il figlio di Chucky.

### Crew
| Ruolo                      | Serie originale                      | Serie originale         | Serie originale                       | Serie originale             | Serie originale          | Serie originale                                          | Serie originale                                          | Reboot                                         | Serie televisiva                                 |
| Ruolo                      | La bambola assassina                 | La bambola assassina 2  | La bambola assassina 3                | La sposa di Chucky          | Il figlio di Chucky      | La maledizione di Chucky                                 | Il culto di Chucky                                       | La bambola assassina                           | Chucky                                           |
| -------------------------- | ------------------------------------ | ----------------------- | ------------------------------------- | --------------------------- | ------------------------ | -------------------------------------------------------- | -------------------------------------------------------- | ---------------------------------------------- | ------------------------------------------------ |
| Regista                    | Tom Holland                          | John Lafia              | Jack Bender                           | Ronny Yu                    | Don Mancini              | Don Mancini                                              | Don Mancini                                              | Lars Klevberg                                  | Don Mancini                                      |
| Sceneggiatore/i            | Don Mancini John LafiaTom Holland    | Don Mancini             | Don Mancini                           | Don Mancini                 | Don Mancini              | Don Mancini                                              | Don Mancini                                              | Tyler Burton Smith                             | Don Mancini                                      |
| Produttore/i               | David Kirschner                      | David Kirschner         | Robert Latham Brown                   | David Kirschner             | David Kirschner          | David Kirschner                                          | David KirschnerOgden Gavanski                            | Seth Grahame-Smith David Katzenberg            | Produttore esecutivo Don Mancini David Kirschner |
| Produttore/i               | David Kirschner                      | David Kirschner         | Robert Latham Brown                   | Grace Gilroy                | Corey Sienega            | David Kirschner                                          | David KirschnerOgden Gavanski                            | Seth Grahame-Smith David Katzenberg            | Nick Antosca                                     |
| Compositore/i              | Joe Renzetti                         | Graeme Revell           | Cory LeriosJohn D'Andrea              | Graeme Revell               | Pino Donaggio            | Joseph LoDuca                                            | Joseph LoDuca                                            | Bear McCreary                                  | Josesph LoDuca                                   |
| Direttore della fotografia | Bill Butler                          | Stefan Czapsky          | John R. Leonetti                      | Peter Pau                   | Vernon Layton            | Michael Marshall                                         | Michael Marshall                                         | Brendan Uegama                                 | Colin Hoult                                      |
| Montatore/i                | Edward WarschilkaRoy E. Peterson     | Edward Warschilka       | Scott WallaceEdward A. Warschilka Jr. | David WuRandy Bricker       | Chris Dickens            | James Coblentz                                           | Randy Bricker                                            | Tom Elkins                                     | Mike Harrelson                                   |
| Casa di produzione         | United Artists                       | Living Doll Productions | Universal Pictures                    | David Kirschner Productions | La Sienega Productions   | Universal 1440 Entertainment David Kirschner Productions | Universal 1440 Entertainment David Kirschner Productions | Orion Pictures KatzSmith Productions           | Universal Television                             |
| Casa di produzione         | United Artists                       | Living Doll Productions | Universal Pictures                    | David Kirschner Productions | La Sienega Productions   | Universal 1440 Entertainment David Kirschner Productions | Universal 1440 Entertainment David Kirschner Productions | Orion Pictures KatzSmith Productions           | David Kirschner Productions                      |
| Distributore               | Metro-Goldwyn-Mayer / United Artists | Universal Pictures      | Universal Pictures                    | Universal Pictures          | Rogue / Relativity Media | Universal Pictures                                       | Universal Pictures                                       | Metro-Goldwyn-Mayer / United Artists Releasing | NBCUniversal Television Distribution             |

## Accoglienza

### Botteghini
| Film                                                                                   | Data di uscita   | Incassi al botteghino | Incassi al botteghino | Incassi al botteghino | Incassi al botteghino | Budget          | Note          |
| Film                                                                                   | Data di uscita   | Nord America          | Altro territori       | In tutto il mondo     | Worldwide adjusted    | Budget          | Note          |
| -------------------------------------------------------------------------------------- | ---------------- | --------------------- | --------------------- | --------------------- | --------------------- | --------------- | ------------- |
| La bambola assassina                                                                   | 9 novembre 1988  | $ 33.244.684          | $ 10.952.000          | $ 44.196.684          | $ 83.933.325          | $ 9.000.000     | [ 23 ] [ 24 ] |
| La bambola assassina 2                                                                 | 9 novembre 1990  | $ 28.501.605          | $ 7.262.000           | $ 35.763.605          | $ 64.740.8729         | $ 13.000.000    | [ 25 ] [ 26 ] |
| La bambola assassina 3                                                                 | 30 agosto 1991   | $ 14.960.255          | $ 5.600.000           | $ 20.560.255          | $ 35.716.113          | $ 13.000.000    | [ 27 ]        |
| La sposa di Chucky                                                                     | 16 ottobre 1998  | $ 32.404.188          | $ 18.288.000          | $ 50.692.188          | $ 73.581.099          | $ 25.000.000    | [ 28 ] [ 29 ] |
| Il figlio di Chucky                                                                    | 12 novembre 2004 | $ 17.083.732          | $ 7.745.912           | $ 24.829.644          | $ 31.099.354          | $ 12.000.000    | [ 30 ]        |
| La bambola assassina                                                                   | 21 giugno 2019   | $ 29.208.403          | $ 15.693.834          | $ 44.902.237          | $ 44.902.237          | $ 10.000.000    | [ 31 ]        |
| Totale                                                                                 | Totale           | $ 126.194.464         | $ 49.847.912          | $ 205.250.779         | $ 333.973.000         | $ 64.000.000(E) |               |
| Indicatore/i dell'elenco - (E) indica una cifra stimata in base ai numeri disponibili. |                  |                       |                       |                       |                       |                 |               |

### Risposta critica e pubblica
| Film                        | Rotten Tomatoes      | Metacritic         |
| --------------------------- | -------------------- | ------------------ |
| La bambola assassina (1988) | 71% (48 recensioni)  | 58 (18 recensioni) |
| La bambola assassina 2      | 40% (15 recensioni)  | 37 (16 recensioni) |
| La bambola assassina 3      | 23% (13 recensioni)  | 27 (13 recensioni) |
| La sposa di Chucky          | 47% (38 recensioni)  | 48 (17 recensioni) |
| Il figlio di Chucky         | 34% (77 recensioni)  | 46 (17 recensioni) |
| La maledizione di Chucky    | 76% (21 recensioni)  | 58 (5 recensioni)  |
| Il culto di Chucky          | 79% (24 recensioni)  | 69 (5 recensioni)  |
| La bambola assassina (2019) | 63% (202 recensioni) | 48 (35 recensioni) |

### Controversie
I seguenti crimini sono stati associati ai film de La bambola assassina:
Si dice che quattro persone che hanno torturato e ucciso la sedicenne Suzanne Capper nel dicembre 1992 siano state influenzate da uno dei film de La bambola assassina. Durante la tortura della ragazza, i perpetratori l'hanno schernita suonandole una canzone, (Hi, I'm Chucky (Wanna Play?)) di 150 Volts, con campioni dal film La bambola assassina.
Si dice che i due giovani che nel 1993 hanno rapito ed ucciso un bambino di nome James Bulger siano stati influenzati dal film La bambola assassina 3. Il presunto legame tra l'omicidio e il film è stato tuttavia negato dal censore cinematografico James Ferman.
Secondo un parente di due ragazzi di 10 e 12 anni che hanno brutalmente attaccato un bambino di nove e undici anni ad Edlington, nel South Yorkshire nell'aprile 2009, gli aggressori hanno guardato film dell'orrore, compresi i film di Chucky, dall'età di circa sei o sette anni.
Secondo quanto riferito, Elena Lobacheva, una serial killer russa arrestata nel 2015, era ossessionata dal film La sposa di Chucky, che ha citato come fonte di ispirazione per gli omicidi che lei e la sua banda hanno commesso in tutta Mosca.
Nell'agosto 2019, in Nuova Zelanda sono stati ritirati cartelloni e manifesti che promuovevano il reboot del 2019 de La bambola assassina dopo che è stata presentata una denuncia all'Advertising Standards Authority (ASA) perché inappropriati. La denuncia è stata fatta principalmente con preoccupazione per la regione di Canterbury, sostenendo che le pubblicità sono potenzialmente traumatizzanti per i bambini, ricordando loro gli alti tassi di suicidi di quella regione, i vari terremoti che si sono verificati e gli attentati di Christchurch. L'annuncio raffigurava Chucky con occhi rossi luminosi e un coltello, quest'ultimo intenzionalmente oscurato dal titolo. Il poster è stato ritenuto incapace di causare alcun danno alla popolazione, ma l'ASA ha concluso che sarebbe stato spaventoso per i bambini.

## Musica
Joe Renzetti ha composto la musica de La bambola assassina, seguito da Graeme Revell, che ha composto la colonna sonora di La bambola assassina 2 e La sposa di Chucky. John D'Andrea e Cory Lerios hanno scritto la colonna sonora di La bambola assassina 3, mentre Pino Donaggio ha composto quella de Il figlio di Chucky. Joseph LoDuca ha composto la colonna sonora di La maledizione di Chucky e Il culto di Chucky.

## Altri media

### Fumetti

#### Innovation Publishing
A partire dal 1992, Innovation Publishing ha pubblicato i primi fumetti basati sui film, sotto forma di un adattamento in tre numeri di La bambola assassina 2. L'adattamento è stato poi raccolto in un tascabile commerciale. Il successo dell'adattamento ha portato a una serie mensile di nuove storie a partire dal 1991. La serie, intitolata Child's Play: The Series, si è conclusa nel 1992 dopo soli cinque numeri. Questa è stata seguita da un adattamento in tre numeri di La bambola assassina 3.

#### Devil's Due Publishing
Nel 2007, la Devil's Due Publishing ha ottenuto la licenza per pubblicare i fumetti Child's Play e ha pubblicato un crossover one-shot con Hack/Slash intitolato Hack/Slash VS Chucky che si svolge dopo gli eventi del film Il figlio di Chucky. Questa è stata seguita da una serie di quattro numeri chiamata Chucky. Un secondo volume è iniziato all'inizio del 2009 ma ha cessato la pubblicazione dopo un solo numero.

### Videogioco
Slimstown Studios ha annunciato un videogioco endless runner intitolato Chucky: Slash & Dash. Il gioco è stato distribuito su iPhone, iPad, iPod Touch e dispositivi Android. È il risultato di un accordo con la Universal Partnerships & Licensing per sviluppare e pubblicare il primo videogioco Child's Play per smartphone e tablet con licenza ufficiale. Il gameplay è in realtà ispirato al climax del secondo film.

### Parco a tema
Dal 1992, Chucky ha recitato nei suoi spettacoli agli Universal Studios Halloween Horror Nights, dal titolo Chucky's In-Your-Face Insults e Chucky's Insult Emporium.